# Landmesser-Elle
Die Landmesser-Elle war ein Längenmaß zum Vermessen von Landgütern im russischen Liefland und Kurland. Sie war zur Rigaer Elle verschieden, denn diese hatte eine Länge nur von  537,99 Millimeter.
Das Maß Landmesser-Elle galt ab 1804 und wurde unrichtig mit „Schwedische Elle“  bezeichnet. Ab 1822 wurde das Maß gesetzlich.

## Längenmaß
- 1 Landmesser-Elle = 271,2971 Pariser Linien =  611,99 Millimeter

Im Jahr 1822 änderte sich das Maß 
- 1 Landmesser-Elle = 270,2283 Pariser Linien = 609,58 Millimeter
- 1 Meßkette/Kette = 25 Landmesser-Ellen = 50 Fuß (russ. und engl.)

## Flächenmaß
Wurde diese Landmesser-Elle im Quadrat als Feldmaß angewandt, so entsprachen im Jahr 1822
- 400 Landmesser-Quadratellen = 1 Kappe/Kapp = 1,4846 Ar[1]
- 10000 Landmesser-Quadratellen = 25 Kappen = 1 neue Lofstelle = 37,1599 Ar

Die alte Lofstelle vom Jahr 1804 war 37,4544 Ar, also 0,2945 Ar größer
Zur Tonn(en)stelle, bereits 1815 gesetzlich, ebenfalls als Flächenmaß für Ackerflächen, war unter der Bedingung eine Kappe  mit 400 Landmesser-Quadratellen
- 1804: 1 alte Tonn(en)stelle = 35 Kappen = 52,4361 Ar
- 1822: 1 neue Tonn(en)stelle = 35 Kappen = 14000 Landmesser-Quadratellen = 52,0238 Ar